# Élisabeth-Sophie de Brandebourg
Élisabeth-Sophie de Brandebourg (5 avril 1674 – 22 novembre 1748), est une duchesse consort de Courlande et de Saxe-Meiningen, ainsi que margrave consort de Brandebourg-Bayreuth. 
Elle est la fille de Frédéric-Guillaume Ier de Brandebourg et de sa seconde épouse Sophie-Dorothée de Schleswig-Holstein-Sonderbourg-Glücksbourg.
Elle épouse en 1691 Frédéric II Casimir Kettler dont elle a un unique enfant Frédéric III Guillaume Kettler (1692-1711). Veuve en 1698, elle est régente de Courlande pendant la jeunesse de son fils de 1698 à 1701. 
Ensuite, elle se remarie avec Christian-Ernest de Brandebourg-Bayreuth en 1703. De nouveau veuve en 1712, elle se remarie avec Ernest-Louis Ier de Saxe-Meiningen en 1714. Son troisième époux décède en 1724.